# Kommunalwahlrecht (Hessen)
Das Kommunalwahlrecht des Landes Hessen regelt als Landesrecht in verschiedenen Rechtsquellen die Wahlen zu den Organen der hessischen Kommunen.
Mit dem Gesetz zur Stärkung der Bürgerbeteiligung und der kommunalen Selbstverwaltung vom 23. Dezember 1999 wurde das Kommunalwahlrecht völlig neu geregelt und die Möglichkeit des Kumulierens und Panaschierens eingeführt. Dies führte tendenziell zu einer Stärkung kleiner Parteien und Wählerlisten. Auch die Abschaffung der Fünf-Prozent-Hürde hatte die gleichen Wirkungen.

## Wahlgrundsätze
Im Rahmen des Artikels 28 Absatz 2 Sätze 1 und 2 in Verbindung mit Absatz 3 des Grundgesetzes finden die Wahlen entsprechend den allgemeinen Wahlgrundsätzen in freier, allgemeiner, geheimer, gleicher und unmittelbarer Form und nach § 1 Hessisches Kommunalwahlgesetz (KWG) darüber hinaus in einer mit einer Personenwahl verbundenen Verhältniswahl statt. Wird nur ein Wahlvorschlag zugelassen, so werden die Wahlen nach den Grundsätzen der Mehrheitswahl durchgeführt.
Jeder Wähler hat so viele Stimmen, wie Vertreter zu wählen sind, die er auf die Bewerber eines Wahlvorschlages oder unterschiedlicher Wahlvorschläge verteilen kann; treten weniger Bewerber zur Wahl an, als Sitze zu verteilen sind, verringert sich die Anzahl der Stimmen entsprechend. Dabei kann er Bewerbern jeweils bis zu drei Stimmen geben.

## Geltungsbereich
Durch das Kommunalwahlgesetz werden die Wahlen zu den Gemeindevertretungen bzw. in Städten zu Stadtverordnetenversammlungen, zu den Kreistagen, die Direktwahlen der Bürgermeister und Landräte, Bürgerentscheide sowie die Wahlen zu den Ortsbeiräten und den Ausländerbeiräten geregelt.
Das Wahlrecht und die Wählbarkeit sowie die Zahl der zu wählenden Gemeindevertreter, Ortsbeiratsmitglieder und Kreistagsabgeordneten (Vertreter) bestimmen sich nach den Vorschriften der Hessischen Gemeindeordnung (HGO) und der Hessischen Landkreisordnung. Das Kommunalwahlgesetz (KWG) und die Kommunalwahlordnung (KWO) gelten für die Wahl der Gemeindevertretungen (Gemeindewahl), der Ortsbeiräte (Ortsbeiratswahl), der Kreistage (Kreiswahl), der Bürgermeister und Landräte (Direktwahl), der Ausländerbeiräte (Ausländerbeiratswahl) und bei der Durchführung eines Bürgerentscheids (Abstimmung).

## Dauer der Wahlzeit
Die Wahlzeit der kommunalen Vertretungskörperschaften beträgt fünf Jahre (§ 36 HGO, § 26 HKO). Die Wahlzeit der direkt gewählten Verwaltungsleiter, der Bürgermeister beziehungsweise der Landräte beträgt sechs Jahre (§ 39 Absatz 3 Satz 2 HGO, § 37 Absatz 3 HKO). Die Wahlzeit beginnt jeweils am 1. April (§ 2 Absatz 1 KWG). Die Wahlzeit der kommunalen Wahlbeamten beginnt jeweils am Tag nach dem Ende der Amtszeit des Vorgängers beziehungsweise der vorhergehenden Amtszeit.

## Wahltermin
Die Wahl zu Gemeindevertretungen, Kreistagen, Ortsbeiräten und seit dem Jahr 2021 für die Ausländerbeiräte findet an einem Sonntag im Monat März statt. Der Wahltag wird von der Landesregierung durch Verordnung bestimmt (§ 2 Absätze 1 und 2 KWG).
Die Wahl des Bürgermeisters ist frühestens sechs und spätestens drei Monate vor Freiwerden der Stelle, bei unvorhergesehenem Freiwerden der Stelle spätestens nach vier Monaten durchzuführen (§ 39 (3) S. 1 HGO). Die letzten Kommunalwahlen fanden am 14. März 2021 statt. Die Wahltermine der Bürgermeister- und Landratswahlen und die Termine von Bürgerentscheiden sind durch die jeweilige Vertretungskörperschaft festzulegen. Die Wahltermine sind spätestens am 90. Tag vor der Wahl bekannt zu machen (§ 42 KWG; § 61 KWO), die Termine der Abstimmungen sind 24 Tage vorher bekannt zu machen (§ 77 Absatz 2 KWO).

## Aufforderung zur Einreichung von Wahlvorschlägen
Die öffentliche Aufforderung zur Einreichung von Wahlvorschlägen durch den Wahlleiter muss bis zum 79. Tag vor der Wahl erfolgen (§ 22 Abs. 1 KWO). Für den Text gibt es keinen amtlichen Vordruck. Der Termin ist kritisch, da bereits zum 69. Tag vor der Wahl, 18:00 Uhr, die fehlerfreien Bewerbungen eingegangen sein müssen (§ 13 Abs. 1 KWG). Damit bleibt den Parteien und Wählergruppen kaum Zeit, die Versammlung zur Wahl der Kandidaten durchzuführen.

## Wahlbekanntmachung
Mit der Überarbeitung des KWGs und der KWO Ende 2011 wurden die zwei bisher durch den Gemeindevorstand zu veröffentlichenden Bekanntmachungen zu einer Wahlbekanntmachung zusammengefasst. Diese erfolgt am 24. Tag vor der Wahl bzw. Abstimmung. Bis dahin wurde durch eine Bekanntmachung über das Recht auf Einsicht in das Wählerverzeichnis und die Erteilung von Wahlscheinen für die (jeweilige Wahl) und das Wahlrecht von Unionsbürgerinnen und Unionsbürgern bis zum 24. Tag vor der Wahl hingewiesen und eine Wahlbekanntmachung musste bis spätestens am sechsten Tag vor der Wahl erfolgen.

## Wahlverfahren
Im Hessischen Kommunalwahlgesetz sind zwei unterschiedliche Wahlverfahren für die Wahl zu einer Vertretungskörperschaft vorgesehen. Dies sind das Mehrheits- und das Verhältniswahlverfahren.

### Mehrheitswahl
Von einer Mehrheitswahl spricht man immer dann, wenn es für den Erfolg bei einer Wahl ausschlaggebend ist, dass der beziehungsweise die Gewählten eine Mehrheit der Anzahl der abgegebenen Stimmen erhalten. Dabei kommt es regelmäßig nur auf die abgegebenen gültigen Stimmen an, Stimmenthaltungen werden als ungültige Stimmen behandelt und daher bei der Ermittlung des Wahlergebnisses nicht berücksichtigt.

#### Direktwahl der Bürgermeister und Landräte
Bei der Durchführung einer Direktwahl geht es darum, einen Bewerber zu bestätigen oder aus einer größeren Anzahl von Bewerbern eine Person als zukünftigen Bürgermeister oder Landrat auszuwählen. Dementsprechend muss der Wähler auf seinem Stimmzettel zwischen verschiedenen Wahlvorschlägen auswählen (können).

#### Wahl von Vertretungsorganen
Eine Mehrheitswahl findet nur ausnahmsweise dann statt, wenn es nur einen einzigen Wahlvorschlag gibt. In einem solchen Fall kann naturgemäß nicht zwischen verschiedenen Listen ausgewählt werden. Daher stehen dem Wähler so viele Stimmen zu, wie insgesamt Mandate zu vergeben sind. Auf dem Stimmzettel sind sämtliche Bewerber aufgeführt, unter denen der Wähler dann seine Stimmen verteilt.

### Verhältniswahl
Bei einer Verhältniswahl kommt es im Unterschied zu einer Mehrheitswahl nicht darauf an, eine Mehrheit der abgegebenen Stimmen zu erreichen. Vielmehr wird nach dem Ende der Wahl die Anzahl der zu vergebenden Mandate unter die Vorschlagslisten entsprechend dem Erfolg der Listen bei den Wahlberechtigten, also verhältnismäßig aufgeteilt.

#### Auszählverfahren bei Verhältniswahlen
Für die Verteilung der Mandate auf die Vorschlagslisten wird das Verfahren der mathematischen Proportion nach Hare/Niemeyer verwendet. 

#### Personenbezogene Verhältniswahl
Mit der Kommunalwahl 2001 wurde in Hessen dem Beispiel Baden-Württembergs und Bayerns folgend die Möglichkeit des Kumulierens und des Panaschierens eingeführt. Nunmehr besteht die Möglichkeit, die Stimmen zwischen den Bewerbern verschiedener Listen zu verteilen, einzelne Bewerber von den Listen zu streichen oder ihnen bis zu drei Stimmen zu geben.
Personenbezogene Verhältniswahl bedeutet dabei, dass das Ergebnis in zwei Schritten bestimmt wird:
Im ersten Schritt erhält jeder Wahlvorschlag Sitze entsprechend dem Verhältnis aller Stimmen für Kandidaten dieses Wahlvorschlags. Kumulieren hat also keinen Einfluss auf die Gesamtstärke einer Fraktion. Im zweiten Schritt werden die Sitze eines Wahlvorschlags den Bewerbern in der Reihenfolge ihrer Stimmen zugeordnet.
Die Wähler können so auf die Zusammensetzung der Fraktionen nach der Wahl Einfluss nehmen.

### Briefwahl
Neben den Urnenwahlen besteht in Hessen für die Bürger auch die Möglichkeit, alternativ an der Briefwahl teilzunehmen. Zu diesem Zweck wird dem Wähler durch das Wahlamt ein Wahlschein ausgestellt und zusammen mit den Unterlagen zugestellt. Die Briefwahlunterlagen enthalten neben dem Wahlschein und einem amtlichen Merkblatt für jede Wahl einen farbigen Stimmzettel und in der gleichen Farbe einen Stimmzettelumschlag. Der Stimmzettel ist in den Stimmzettelumschlag einzulegen und gemeinsam mit dem unterschriebenen Wahlschein im Wahlbriefumschlag an die Gemeinde zu senden. Entsprechend sind bei der gleichzeitigen Durchführung mehrerer Wahlen oder Abstimmungen die Stimmzettel in die zugehörigen Stimmzettelumschläge einzulegen. Finden mehrere Wahlen gleichzeitig statt, wird ein gemeinsamer Wahlschein erteilt, aus dem erkennbar ist, für welche Wahlen die Wahlberechtigung besteht (§ 88 Abs. 1 Satz 1 KWO). Wahlbriefe sind unter verschiedenen Umständen zurückzuweisen, etwa wenn im Wahlbriefumschlag mehrere Stimmzettelumschläge enthalten, aber nicht eine gleiche Anzahl gültiger und mit der vorgeschriebenen Versicherung an Eides statt versehener Wahlscheine enthalten ist (§ 21a Abs. 1 Ziff. 5 KWG). Durch diesen handwerklichen Fehler der Mehrheit im hessischen Landtag in der letzten Änderung des Kommunalwahlrechts in Hessen, werden nahezu alle abgegebenen Briefwahlstimmen für ungültig zu erklären sein.
Der Wähler hat auch die Möglichkeit mit dem Wahlschein an der Urnenwahl teilzunehmen. Der Wahlschein wird in diesem Falle vom Wahlvorstand eingezogen und gesondert in der Wahlniederschrift vermerkt.
Briefwahlen anlässlich von Ausländerbeiratswahlen finden nur statt, wenn dies in der Hauptsatzung der Gemeinde vorgesehen ist (§ 58 Satz 2 KWO).

## Kumulieren und Panaschieren

### Allgemeines zu Kumulieren und Panaschieren
Im Wahlgesetz findet sich eine eigene Vorschrift darüber, wie Stimmzettel auszulegen sind. Durch die vielfältigen Möglichkeiten, die der Wahlberechtigte zur Abgabe seiner vielen Stimmen hat, können auch Markierungen entstehen, bei denen aus einer einzigen Markierung auf den dahinter stehenden Willen zur Stimmenvergabe geschlossen werden kann und dann bei der Auszählung entsprechende Ergänzungen vorzunehmen sind.
Dem Wähler stehen so viele Stimmen zu, wie insgesamt Mandate zu vergeben sind. Panaschieren bedeutet, dass der Wähler seine Stimmen auch an die Bewerber verschiedener Wahlvorschläge verteilen kann. Er kann einzelnen Bewerbern in einem engen Rahmen mehrere Stimmen zukommen lassen. Jeder Wahlberechtigte kann einzelnen Kandidaten bis zu drei Stimmen geben, das Kumulieren. Er kann die beiden Möglichkeiten miteinander kombinieren. Die Wahlberechtigten können aber auch mit einem Listenkreuz eine größere Anzahl von Stimmen an einen Wahlvorschlag vergeben. Wenn ein Listenkreuz mit der ebenfalls möglichen Streichung einzelner Bewerber vom Wahlvorschlag kombiniert wird, entstehen Kombinationen, bei denen die Verteilung der Stimmen auf die einzelnen Bewerber der Listen sich nicht mehr automatisch von selbst ergibt. Für derartige Fälle enthält die Vorschrift die erforderlichen Regelungen.

### Regeln für die Abgabe von Bewerberstimmen
Bewerberstimmen können von Wahlberechtigten auf zwei verschiedenen Wegen abgegeben werden. Sie können in den drei für die Stimmabgabe hinter jedem Bewerber vorgesehenen Kästen ein Kreuz für jede Stimme machen, die diesem Bewerber zufallen soll. Hierbei spielt es keine Rolle, in welches Kästchen das Kreuz gesetzt wird bzw. in welche Kästchen die Kreuze gesetzt werden; ein Kreuz im rechten Feld zählt also nicht dreifach, sondern auch nur einfach. Es kann aber auch in eines dieser Felder direkt die Zahl der Stimmen, die diesem Kandidaten gegeben werden sollen, als Zahl eingetragen werden. In beiden Fällen dürfen nicht mehr als drei Stimmen auf einen Kandidaten kumuliert werden.
Im Gegensatz zum Wahlrecht anderer Bundesländer darf der Wähler in Hessen nicht noch zusätzliche Namen auf den Stimmzettel aufnehmen und diesen Stimmen zuweisen. Er ist auf die Verteilung der eigenen Stimmen zwischen den von den Parteien und Wählergruppen vorab ausgewählten Bewerbern beschränkt.
Beispiel 1 zum Stimmzettel rechts: Der Wahlberechtigte hat insgesamt 15 Bewerberstimmen vergeben.
Er hat seine Stimmen auf Bewerber aller drei Listen verteilt, also panaschiert. Er hat außerdem den Bewerbern 108, 205, 301 und 302 mehr als eine Stimme gegeben, er hat also auch kumuliert. Beide Möglichkeiten können auch wie hier miteinander kombiniert werden. In der Kopfzeile der Wahlvorschläge ist jeweils angegeben, wie viele Stimmen bei dieser Markierung eines Stimmzettels auf die verschiedenen Listen entfallen.

### Regeln für die Abgabe von Listenstimmen
Zur Abgabe der Listenstimmen darf der Wähler nur ein Listenkreuz machen, wenn seine Stimmen auf diesem Weg wirksam abgegeben werden sollen. Mehrere Listenkreuze haben zur Folge, dass die Stimmabgabe zumindest insoweit ungültig ist. Siehe Beispiele.

### Das Streichen von Kandidaten
Das hessische Wahlrecht eröffnet den Wahlberechtigten auch die Möglichkeit, Bewerber zu streichen. Während ein solcher Zusatz auf dem Stimmzettel bei den anderen Wahlen regelmäßig zur Ungültigkeit einer Stimme führt, handelt es sich bei einer Kommunalwahl um eine zulässige Art der Stimmenabgabe. Das Streichen eines Bewerbers bedeutet, dass auf diesen keine Stimmen entfallen sollen (§ 20a Absatz 1 KWG). Eine Streichung alleine hat noch keine Auswirkungen, wenn keine Listen angekreuzt worden sind, denn nur die Bewerber erhalten Stimmen, denen der Wähler direkt Bewerberstimmen zugewiesen hat.
Eine Streichung eines Bewerbers und die damit verbundene Aussage, er solle keine Stimmen erhalten, kann sich nur dann auswirken, wenn derselbe Bewerber aufgrund weiterer Markierungen eigentlich Stimmen erhalten würde. Dies ist über eine Reststimmenvergabe grundsätzlich dann der Fall, wenn der Wahlberechtigte die Liste des gestrichenen Kandidaten angekreuzt hat. Die Streichung wirkt sich aber auch dann aus, wenn der Wahlberechtigte diesem Bewerber eine oder mehrere Bewerberstimmen gegeben hat und außerdem durchgestrichen hat. In einem solchen Fall ist die Stimmabgabe des Wahlberechtigten widersprüchlich, seine Intentionen sind nicht zu erkennen und die Bewerberstimmen für diesen Bewerber sind als ungültig zu behandeln (§ 21 KWG).
Beispiel 2: Die Streichungen der Bewerber im Wahlvorschlag 1 wirkt sich bei der Auszählung aus, denn auf diese durchgestrichenen Bewerber entfallen keine Stimmen.
Die Streichungen im Wahlvorschlag 2 haben keine Auswirkungen, denn dort ist kein Listenkreuz angebracht. Streichungen von Bewerbern in Listen, für die kein Listenkreuz angebracht worden ist, werden nicht gezählt.

### Stimmenvergabe bei reinen Listenstimmen
Die sogenannte Reststimmenvergabe findet immer dann statt, wenn ein Wahlberechtigter ein Listenkreuz auf dem Stimmzettel angebracht hat. Ihr Umfang hängt davon ab, ob der Bewerber auch Bewerberstimmen abgegeben hat und in eingeschränktem Umfang auch davon, wie viele Bewerber die vom Wahlberechtigten angekreuzte Liste enthält. Die Auswirkung der Anzahl der Kandidaten wird nachfolgend in den Beispielen 3–5 dargestellt. Die in die Kästchen für die Stimmabgabe eingetragenen grünen Zahlen geben jeweils die laufende Nummer der in der Reststimmenverteilung vergebenen Personenstimme wieder.
Beispiel 3: Ein Wahlvorschlag enthält mindestens so viele Bewerber wie Sitze zu vergeben sind.
Die Liste erhält sämtliche 15 Stimmen, die der Wahlberechtigte vergeben kann. Dabei erhält jeder der Bewerber auf der Liste von oben nach unten je eine Stimme. Da nach dem ersten Durchgang bereits alle Stimmen verbraucht sind, sind keine weiteren Stimmen auf die Bewerber zu verteilen. Eine Listenstimme ist damit insoweit als neutral anzusehen, dass sie keine Veränderungen beziehungsweise Stabilisierungen der Reihenfolge der Bewerber auf dem Stimmzettel bewirkt.
Beispiel 4: Ein Wahlvorschlag enthält weniger Bewerber als Sitze zu vergeben sind, aber mehr als 33 Prozent der auf dem Stimmzettel möglichen Bewerberzahl.
Bei diesem Beispiel entfallen auf den Wahlvorschlag ebenfalls 15 Stimmen, das Stimmenkontingent des Wahlberechtigten wird damit ausgeschöpft. Nachdem jeder Bewerber von oben nach unten eine Stimme erhalten hat, sind noch vier Stimmen offen. Es wird daher wieder von oben nach unten jedem Bewerber, der nicht bereits drei Stimmen erhalten hat, eine Stimme gegeben. Es wird deutlich, dass die von der Partei auf die vorderen Listenplätze gewählten Bewerber damit erheblich höhere Chancen haben, mehr Stimmen zugerechnet zu bekommen. Eine solche Liste ist daher vor erheblichen Verschiebungen durch den Wähler etwas besser geschützt, als dies im Beispiel 1 der Fall ist.
Beispiel 5: Ein Wahlvorschlag enthält weniger als 33 Prozent der auf dem Stimmzettel möglichen Bewerberzahl.
Von den insgesamt 15 Stimmen, die der Wahlberechtigte insgesamt vergeben kann, entfällt die größtmögliche Zahl auf die Liste 3. Da kein Bewerber mehr als drei Stimmen erhalten darf, werden dieser Liste insgesamt 12 Stimmen gegeben, die restlichen 3 Stimmen des Wahlberechtigten verfallen. Für die Träger eines Wahlvorschlages lässt sich daraus die zumindest taktische Notwendigkeit ableiten, wenigstens eine Anzahl von 33 Prozent der zu vergebenden Mandate auch mit Bewerbern zu besetzen, denn nur dann kann dieser Wahlvorschlag das mögliche Kontingent einer Listenstimme voll ausnutzen. Einen Einfluss auf die tatsächliche Reihenfolge der Kandidaten nach der Wahl zu nehmen wird für den Wähler daher noch schwieriger als in dem zuvor dargestellten Beispiel 4.

### Reststimmenvergabe bei einer Kombination aus Listen- und Bewerberstimmen
Bei der Ermittlung des Wahlergebnisses wird es erheblich komplizierter, wenn ein Wahlberechtigter von den ihm eingeräumten Möglichkeiten in vollem Umfang Gebrauch macht. Die dabei in der Praxis häufigsten Kombinationen werden in den nachfolgenden Beispielen 7–9 dargestellt und erläutert:
Beispiel 6: Reststimmenvergabe bei kumulierten Bewerberstimmen.
Der Wähler hatte seine Bewerberstimmen teilweise selbst an die Kandidaten des Wahlvorschlages 1 vergeben. Die so direkt zugeordneten vier Bewerberstimmen werden von dem Kontingent des Wahlberechtigten abgezogen. Die verbleibenden 11 Stimmen werden nach den gesetzlichen Regelungen auf die Bewerber des Wahlvorschlages 1 verteilt, denn dort ist das Listenkreuz angebracht. Die Verteilung erfolgt so, dass von oben nach unten solange jeder Bewerber des Wahlvorschlages, der noch nicht drei Stimmen von diesem Wähler erhalten hat, je eine Stimme bekommt. Der Bewerber 101 erhält daher eine zweite Stimme, der Bewerber 103 erhält dagegen keine weitere Stimme, denn er hat bereits drei Bewerberstimmen erhalten.
Beispiel 7: Reststimmenvergabe bei kumulierten und panaschierten Bewerberstimmen sowie Streichungen.
In diesem Beispiel hat der Wahlberechtigte zusätzlich auch noch die Möglichkeiten des Panaschierens und des Streichens genutzt. Grundsätzlich erfolgt die Verteilung von Reststimmen nach dem bereits dargestellten Schema. Es wird zunächst festgestellt, wie viele Bewerberstimmen der Wahlberechtigte bereits selbst vergeben hat, der Rest wird unter die Bewerber des mit einem Listenkreuz gekennzeichneten Wahlvorschlages verteilt. Es erhält von oben nach unten jeder Bewerber noch eine Stimme, wenn er nicht entweder bereits die höchstmögliche Stimmenzahl von drei Stimmen erhalten hat oder vom Wähler gestrichen worden ist. Die Bewerber 102 und 106 erhalten daher keine Stimme, Bewerber 101 eine zweite Stimme und Bewerber 103 keine weitere Stimme über die drei bereits erhaltenen Stimmen hinaus. Das Listenkreuz führt in diesem Beispiel dazu, dass durch die Reststimmenvergabe der Wahlvorschlag1 zusätzlich zu den vier direkt erhaltenen Personenstimmen noch weitere acht Reststimmen erhält, insgesamt also 12 Stimmen. Zusammen mit den drei Stimmen für den Wahlvorschlag 2 sind dann alle 15 Stimmen des Wahlberechtigten verteilt.
Beispiel 8: Unvollständige Reststimmenvergabe bei kumulierten und panaschierten Bewerberstimmen sowie Streichungen.
Im Prinzip entspricht die Auswertung hier entsprechend dem Schema in Beispiel 7. Dadurch, dass der Wahlvorschlag 3 nur vier Bewerber hat, kommt es bei dem Ergebnis aber zu Unterschieden. Es wird deutlich, dass aufgrund der geringen Bewerberzahl die vom Wahlberechtigten gewollte Bevorzugung des Bewerbers 302 leer läuft. Er hat im Ergebnis ebenso drei Stimmen wie die übrigen Bewerber der Liste. Durch das Aufstellen entsprechend kleiner Listen wird es den Wahlberechtigten daher zumindest erheblich erschwert, auf die Reihenfolge der Bewerber dieses Wahlvorschlages nachhaltig Einfluss zu nehmen. Da durch das Listenkreuz noch 12 Bewerberstimmen zu vergeben waren, bei den Bewerbern des Wahlvorschlages 3 aber nur noch 11 Bewerberstimmen verteilt werden durften, werden insgesamt nur 14 Stimmen verteilt. Die übrige Stimme verfällt.

### Heilungsvorschriften
Heilungsvorschriften werden benötigt, wenn ein eigentlich eintretender Erfolg vermieden werden soll. Bei den Auslegungsregeln zur Auswertung von Stimmzetteln sind hauptsächlich die Fälle geregelt, in denen ein eigentlich ungültig ausgefüllter Stimmzettel noch ganz oder teilweise „gerettet“ werden soll.
Bisher wurden nur Beispiele betrachtet, in denen dem Wahlberechtigten keine Fehler unterlaufen sind. Der Gesetzgeber ist jedoch davon ausgegangen, dass durch die Vielzahl der neuen Möglichkeiten beim Ausfüllen der Stimmzettel mehr Fehler auftreten. Er hat deswegen zusätzliche Heilungsvorschriften geschaffen, um ungültige Stimmabgaben möglichst zu verhindern.

#### Bei Vergabe mehrerer Listenstimmen
Beispiel 9: Mehrere Listenstimmen ohne weitere Markierungen.
Ein Stimmzettel ist ungültig, wenn er nur mehrere Listenstimmen enthält. Das Beispiel zeigt eine der wenigen Möglichkeiten, mit denen ein Wahlberechtigter tatsächlich einen gesamten Stimmzettel ungültig machen kann. Hier ist nicht zu ermitteln, welchem Wahlvorschlag der Wahlberechtigte tatsächlich wie viele seiner Stimmen geben wollte.
Beispiel 10: Mehrere Listenstimmen und Bewerberstimmen.
Bei dieser Kombination kommt die Regelung des Paragraphen 20a Absatz 6 KWG zum Tragen. Wenn ein Wahlberechtigter mehrere Listenstimmen abgegeben und außerdem noch Bewerberstimmen vergeben hat, bleibt die Kennzeichnung der Wahlvorschläge unbeachtlich. Der Stimmzettel ist also nicht insgesamt ungültig, sondern zunächst nur hinsichtlich der Listenstimmen. Bei den Bewerberstimmen hat der Wahlberechtigte sein Gesamtkontingent nicht ausgeschöpft, es werden also lediglich die acht direkt vergebenen Bewerberstimmen den drei Wahlvorschlägen zugeordnet, die restlichen sieben Stimmen gehen unter. Der Stimmzettel insgesamt ist jedoch gültig.

#### Bei Vergabe zu vieler Bewerberstimmen
Bei der Vergabe von Bewerberstimmen kann der Wahlberechtigte eine ganze Reihe unterschiedlicher Fehler machen, die aber nur in Ausnahmefällen dazu führen, dass der Stimmzettel insgesamt ungültig wird. Bei den nachfolgenden Beispielen ist zu beachten, dass der Überblick bei der Wahl eines Vertretungsorganes mit 15 Mitgliedern noch leicht zu behalten ist. Wenn aber eine entsprechend größere Stimmenzahl zur Verfügung steht, z. B. 45 Sitze in einer Vertretungskörperschaft einer Gemeinde mit über 25.000 Einwohnern, wird das korrekte Ausfüllen für den Wähler erheblich schwieriger. Als Fehler sind möglich:

##### Zu viele Bewerberstimmen für einen Kandidaten (beim Kumulieren)
Der Wahlberechtigte ist nicht darauf angewiesen, seine Stimmen für einen der Bewerber mit einer entsprechenden Anzahl von Kreuzen abzugeben. Stattdessen kann er auch entsprechende Zahlen in den Stimmzettel eintragen. Dabei kann es dann vorkommen, dass bei einem der Bewerber eine größere Zahl als „3“ eingetragen wird.
Beispiel 11: Zu viele Bewerberstimmen für einen Kandidaten.
Ab hier wird bei den Beispielen in einer eigenen Spalte Auswertung jeweils das Endergebnis für die Kandidaten angegeben, auf die nach den durchgeführten Korrekturen noch Stimmen entfallen. Eigentlich hat der Wahlberechtigte in diesem Beispiel 17 Bewerberstimmen zugeordnet. Beim Bewerber 304 hat der Wahlberechtigte ein „5“ eingetragen. Daraus ist nach Auffassung des Gesetzgebers zu schließen, dass er diesem Kandidaten fünf Stimmen geben wollte. Jeder Kandidat darf aber nur maximal drei Stimmen erhalten. Nach Paragraph 20a Absatz 2 KWG gelten die Mehrstimmen, die über drei Stimmen für einen Kandidaten hinausgehen, als nicht abgegeben, sie werden vernachlässigt. Weil also zwei Stimmen als nicht abgegeben gelten, hat der Wahlberechtigte insgesamt nur 15 Stimmen vergeben, damit ist der Stimmzettel mit allen 15 Bewerberstimmen gültig.
Beispiel 12: Zu viele Bewerberstimmen und Reststimmenvergabe.
In diesem Beispiel hat der Wähler seine 15 Bewerberstimmen offenbar den (ersten vier) Bewerbern des Wahlvorschlages 3 zukommen lassen wollen. Dadurch, dass die Mehrstimmen (heißt: mehr als drei pro Bewerber) als nicht abgegeben gelten, sind für Bewerber des Wahlvorschlages 3 tatsächlich aber nur 12 Stimmen wirksam abgegeben worden. Damit sind noch drei Stimmen „übrig“, die dank des Listenkreuzes beim Wahlvorschlag 1 dort den ersten drei Bewerbern zugeordnet werden. Die Reduzierung der übergroßen Bewerberstimmenzahl auf das gesetzlich zulässige Maß entgegen der ausdrücklichen Markierung des Wählers schafft damit erst die Reststimmen, die anschließend noch zu verteilen sind.

##### Zu viele Bewerberstimmen in einem Wahlvorschlag
Beim Beispiel 13 hat der Wahlberechtigte, der insgesamt über 15 Stimmen verfügt, tatsächlich 27 Stimmkreuze bei den verschiedenen Bewerbern eines Wahlvorschlages angebracht. Auch für eine so drastische Überschreitung der gegebenen Möglichkeiten, Stimmen zu verteilen, hat der Gesetzgeber eine Regelung getroffen, die die Ungültigkeit des Stimmzettels verhindern soll.
In einem solchen Fall sieht das Gesetz vor, dass Bewerberstimmen gestrichen werden sollen, solange, bis nur noch 15 Bewerberstimmen abgegeben sind. Dabei wird in der umgekehrten Bewerberreihenfolge, also von unten nach oben vorgegangen. Zuerst erhalten die Bewerber, denen der Wähler lediglich eine Stimme gegeben hat, diese gestrichen. Wenn dies geschehen ist (im Beispiel die Streichungen 1 bis 4) wird bei den Bewerbern, für die zwei Stimmen abgegeben worden sind, jeweils eine Stimme gestrichen (Streichungen 5 bis 11). Wenn danach immer noch zu viele Stimmen abgegeben sind, wird den Bewerbern, auf die 3 Stimmen entfallen sind, je eine Stimme gestrichen (Streichung 12).
Das Listenkreuz beim Wahlvorschlag 3 geht ins Leere, denn es sind keine Reststimmen zur Verteilung mehr übrig.

##### Zu viele Bewerberstimmen beim Panaschieren
Beispiel 14: Ein Wähler kann auch zu viele Bewerberstimmen abgeben und dabei von der Möglichkeit des Panaschierens Gebrauch machen. Dabei besteht dann wieder die Möglichkeit, dass es zu einem insgesamt ungültigen Stimmzettel kommt. Dabei ist dies nicht immer sofort zu erkennen, wie das nebenstehende Beispiel, trotz nur 15 zur Verfügung stehenden Bewerberstimmen und damit eigentlich noch einer relativ hohen Übersichtlichkeit, zeigt. Dieser Stimmzettel ist nämlich ungültig. Der Wähler hat 22 Stimmen abgegeben. Wegen der bereits beschriebenen Regelung des Paragraphen 20a Absatz 2 KWG gelten 2 Bewerberstimmen als nicht abgegeben, es bleibt damit bei 20 abgegebenen Stimmen. Dies sind fünf Stimmen mehr, als maximal vergeben werden dürfen. Daher ist dieser Stimmzettel nach Paragraph 20a AbsatzParagraphen 3 KWG insgesamt ungültig. Im Rahmen der Auszählung wird das allerdings regelmäßig erst im Auszählungswahlvorstand festgestellt werden.

### Häufige Fehler beim Wählen
Aufgrund der Komplexität des Wahlrechts geben Wähler häufig Stimmzettel ab, die formal gültig, sachlich aber nicht sinnvoll sind. Auch wenn es sich in Einzelfällen um gezielte Stimmabgaben handelt, so sind diese meist auf Unkenntnis der Wirkung des Wahlrechts zurückzuführen. Typische Fehler dieser Art sind:
- ein Kreuz beim Listenführer statt bei der Liste
  - Fehler: Der Wähler macht genau ein Kreuz beim Listenführer einer Liste.
  - mutmaßlicher Wunsch des Wählers: der gewählte Kandidat soll in das Parlament.
  - tatsächlich Wirkung: Diese Liste erhält 1 Stimme. Die restlichen Stimmen verfallen. Dadurch steigt auch die Chance des gewählten Kandidaten nur unwesentlich.

- Panaschieren zugunsten anderer Listen, die jedoch weniger Kandidaten haben als Mandate zu vergeben sind
  - Fehler: Der Wähler macht ein Listenkreuz bei Partei A, zusätzlich ein Kreuz beim Listenführer einer anderen Liste.
  - mutmaßlicher Wunsch des Wählers: Die gewählte Partei soll gestärkt werden, der gewählte Kandidat soll aber ebenfalls in das Parlament.
  - tatsächliche Wirkung: Die gewählte Partei erhält nur einen Teil der Stimmen. Die Chance des gewählten Kandidaten steigen jedoch nicht, da dessen Liste kleiner ist als die Zahl der Mandate. Dies führt dazu, dass normale Listenstimmen den vorne platzierten Kandidaten mehrere Kandidatenstimmen zurechnen. Eine Veränderung dieser Liste durch panaschierte Kandidatenstimmen ist unwahrscheinlich bis unmöglich.

In kleinen Orten stellen Parteien gezielt Listen auf, die um die erwartete Zahl von Mandaten kürzer sind als die Zahl der Gesamtmandate. Hierdurch beabsichtigen sie, dass die Listen möglichst nicht vom Wähler geändert werden können.

## Bürgerbegehren und Bürgerentscheid
Mit der Novelle der HGO 1992 wurden in Hessen durch Paragraph 8b ein echtes Bürgerbegehren eingeführt. Ziel eines Bürgerbegehrens ist die Durchführung eines Bürgerentscheides. An die Zulässigkeit eines Bürgerbegehrens sind verschiedene inhaltliche wie formale Voraussetzungen gebunden. Zudem ist ein Bürgerentscheid nicht über alle Angelegenheit der kommunalen Selbstverwaltung zulässig. Für die Durchführung des Bürgerbegehrens und des Bürgerentscheides gelten neben der HGO die Vorschriften des KWGs und der KWO.

### Bürgerbefragung
Als de facto Light-Version des Bürgerbegehrens/Bürgerentscheids finden in manchen hessischen Gemeinden Bürgerbefragungen statt, die die Stimmungs- und Meinungslage der Bevölkerung widerspiegeln sollen. Diese Befragungen sind jedoch unzulässig, da die HGO eine abschließende Liste der Möglichkeiten der Bürgerbeteiligung enthält.

## Wahlsoftware
In den hessischen Gemeinden wird flächendeckend die Wahlsoftware votemanager des Herstellers voteIT eingesetzt. Der Vertrieb und die Kundenbetreuung erfolgt über die öffentlich-rechtlich organisierte ekom21. Der Anbieter hat damit eine Monopolstellung erreicht. Verschiedene Komponenten des Programmes scheinen Fehler aufzuweisen.

### Wahlhelferverwaltung
Das Programm votemanager lässt Stand Oktober 2020 bei der Planung der Wahlen nur maximal drei Tage für die Arbeit der Auszählungswahlvorstände zu, obwohl das Gesetz diese Einschränkung nicht kennt. Das Programm schränkt zudem die Gemeinden bei der Bildung der Arbeitsgruppen in den Auszählungswahlvorständen unzulässig ein. Das Programm lässt nur die Bildung von drei Arbeitsgruppen je Wahlvorstand zu, rechtlich möglich und in vielen Gemeinden geübte Praxis sind jedoch vier Arbeitsgruppen je Wahlvorstand.

### Parteienkomponente
Für die Kandidatenaufstellung und den Druck der amtlichen Vordrucke bietet der votemanager eine Parteienkomponente.

## Kritik

### Kompliziertheit
Nach den Kommunalwahlen in Hessen 2016 führte Forsa im Auftrag der Frankfurter Neue Presse eine repräsentative Umfrage zum Kommunalwahlrecht durch. Hierbei sprachen sich 74 % der Befragten für eine Vereinfachung des Wahlverfahrens aus und 24 % unterstützen das derzeitige Wahlrecht. Diese breite Mehrheit fand sich in der Umfrage bei den Anhängern aller Parteien und in allen Bildungsschichten. Auch sprachen sich 58 % der Befragten für die Wiedereinführung einer Fünf-Prozent-Hürde aus.

### Zusammenfassung der Kommunalwahlen und der Ausländerbeiratswahlen
Mit der Novelle des Kommunalwahlrechts im Jahr 2020 hat der Landesgesetzgeber die Wahlen zu den kommunalen Ausländerbeiräten mit den allgemeinen Kommunalwahlen auf einem gemeinsamen Termin zusammengefasst. Damit soll, nach Meinung der Landtagsmehrheit, dem geringen Interesse an der Ausländerbeiratswahl entgegengewirkt werden. Die Wahlbeteiligung lag in einigen Gemeinden bei 5 %, In der kommunalen Praxis führt der gemeinsame Wahltermin zu erheblichem Mehraufwand für die Vorbereitung und Durchführung der ohnehin höchst komplizierten Kommunalwahl für die Kommunalverwaltungen und die ehrenamtlichen Wahlhelfer.

### Direktwahlen
Während das KWG bei nur einem Bewerber die Möglichkeit vorsieht, den Bewerber als ungeeignet abzulehnen, ist diese Möglichkeit bei zwei und mehr Bewerbern nicht gegeben. Der Wähler kann nicht mit Nein stimmen. Der Landesgesetzgeber geht dabei davon aus, dass bei mindestens zwei Bewerbern eine geeignete Person zu finden sei. Die Lebenserfahrung zeige jedoch, so Schmidt, dass dies nicht immer der Fall sei.

### Rechtsquellen
- Volltext des Hessischen Kommunalwahlgesetzes (KWG) im „Hessenrecht“
- Kommunalwahlordnung des Landes Hessen (KWO) im „Hessenrecht“
- Volltext der Hessischen Gemeindeordnung (HGO) im „Hessenrecht“
- Hessische Landkreisordnung (HKO) im „Hessenrecht“